# 里加奇
里加奇，是匈牙利维斯普雷姆州所辖的一个村，总面积6.17平方公里，总人口191，人口密度31.0人/平方公里（2010年1月1日）。